# Вулиця Героїв Крут (Кременчук)
Вулиця Героїв Крут — одна з вулиць Кременчука. Протяжність близько 500 метрів. До 18 лютого 2016 року називалася вулицею 60 років СРСР.

## Розташування
Вулиця розташована у північній частині міста на Молодіжному. Починається зі на стику вулиць Керченська та Героїв України і прямує на схід до проспекту Лесі Українки. З іншої сторони розпочинається вулиця Воїнів-інтернаціоналістів.

## Будівлі та об'єкти
Північна сторона вулиці забудована багатоповерхівками, на південній стороні більшу частину займає пустир та автостоянка. Також на південному боці розташована Інфекційна лікарня.
- Буд. № 13 — Зал Царства свідків Єгови
- Буд. № 15 — Дитячий садок № 50[2]